# 3. миленијум п. н. е.
3. миленијум п. н. е. је миленијум, односно период који је започео 1. јануара 3000. п. н. е., а завршио 31. децембра 2001. п. н. е.